# Blue Water Cycling/Saison 2013
Dieser Artikel listet Erfolge und Fahrer des Radsportteams Blue Water Cycling in der Saison 2013 auf.

## Erfolge in der UCI Europe Tour
In der Saison 2013 gelangen dem Team nachstehende Erfolge in der UCI Europe Tour.
| Datum      | Rennen                                           | Kat. | Fahrer                 |
| ---------- | ------------------------------------------------ | ---- | ---------------------- |
| 20. April  | Grand Prix Herning                               | 1.2  | Lasse Norman Hansen    |
| 1. Mai     | Rund um den Finanzplatz Eschborn-Frankfurt (U23) | 1.2U | Lasse Norman Hansen    |
| 10. Mai    | 2. Etappe Tour de Berlin (EZF)                   | 2.2U | Lasse Norman Hansen    |
| 9.–12. Mai | Gesamtwertung Tour de Berlin                     | 2.2U | Mathias Møller Nielsen |
| 31. Mai    | Dänische Meisterschaft – Einzelzeitfahren (U23)  | CN   | Lasse Norman Hansen    |
| 2. Juni    | Dänische Meisterschaft – Straßenrennen (U23)     | CN   | Lasse Norman Hansen    |
| 4. Juni    | 1a. Etappe Slowakei-Rundfahrt (EZF)              | 2.2  | Mathias Møller Nielsen |

## Abgänge – Zugänge
| Zugänge                | Team 2012                            | Abgänge                 | Team 2013                 |
| ---------------------- | ------------------------------------ | ----------------------- | ------------------------- |
| Daniel Foder           | Christina Watches-Onfone             | Jesper Nielsen          | Designa Køkken-Knudsgaard |
| Rasmus Guldhammer      | Christina Watches-Onfone             | Casper Larsen           | J.Jensen-Ramirent         |
| Morten Øllegaard       | Team Concordia Forsikring-Himmerland | Rasmus Christian Quaade | Blue Water Cycling        |
| Aske Vorre             | Blue Water Cycling                   | Glenn Bak               | Unbekannt                 |
| Jacob Kjeldsen         | Neoprofi                             | Andreas Frisch          | Unbekannt                 |
| Mathias Møller Nielsen | Neoprofi                             | Morten Larsen           | Unbekannt                 |

### Mannschaft
| Name                   | Geburtstag       | Nationalität |
| ---------------------- | ---------------- | ------------ |
| Daniel Foder           | 7. April 1983    | Dänemark     |
| Rasmus Guldhammer      | 9. März 1989     | Dänemark     |
| Lasse Norman Hansen    | 11. Februar 1992 | Dänemark     |
| Christian Jensen       | 5. März 1992     | Dänemark     |
| Jacob Kjeldsen         | 3. Februar 1982  | Dänemark     |
| Jacob Nielsen          | 12. Januar 1978  | Dänemark     |
| Mathias Møller Nielsen | 19. März 1994    | Dänemark     |
| Morten Øllegaard       | 6. Februar 1988  | Dänemark     |
| Mark Pedersen          | 6. November 1991 | Dänemark     |
| Søren Pugdahl          | 17. Oktober 1987 | Dänemark     |
| Thomas Riis            | 31. August 1992  | Dänemark     |
| Frederik Thalund       | 9. Februar 1993  | Dänemark     |
| Aske Vorre             | 24. Mai 1993     | Dänemark     |